# Région de Light
La région de Light est une zone d'administration locale située au nord d'Adélaïde dans l'État d'Australie-Méridionale, en Australie. 

## Localités
La principale localité de la région est Kapunda.
Les autres sont : Freeling, Greenock, Hewett, Roseworthy et Wasleys.